# Athanasius Schneider
Athanasius Schneider, O.R.C. (Tokmok, 7 de abril de 1961) es un teólogo y obispo católico kazajo. Desde 2011 es obispo auxiliar de María Santísima en Astaná.
Es conocido por su defensa en los medios de comunicación de la doctrina católica y el rito romano tradicional.

## Primeros años
Atanasio Schneider nació en Tokmok, ciudad de la entonces República Socialista Soviética de Kirguistán que en aquel momento formaba parte de la Unión Soviética y que actualmente forma parte de Kirguistán. Sus padres eran alemanes del Mar Negro provenientes de Odesa (Ucrania). Después de la Segunda Guerra Mundial fueron enviados por Stalin a un gulag en Krasnokamsk, en los Urales, donde entraron en contacto con la iglesia clandestina rusa. La madre de Schneider, María, fue una de las muchas mujeres que veneraron al padre Oleksa Zaryckyj, sacerdote católico ucraniano encarcelado en Karlag y asesinado por el régimen soviético en 1963 por su ministerio. La familia Schneider viajó a la RSS de Kirguistán tras ser liberada y se trasladó de Asia Central a Estonia. Siendo niño, Anton Schneider y sus tres hermanos asistían a misas clandestinas con sus padres, a menudo viajando 96 kilómetros desde su casa en Valga a Tartu, cogiendo el primer tren de la mañana y volviendo en el último tren en la noche. Dada la larga distancia, la ausencia de clérigos y los impedimentos de las autoridades soviéticas, solo podían hacer el viaje una vez al mes. En 1973, poco después de hacer su Primera Comunión en secreto, Schneider emigró con su familia a Rottweil en Alemania Oriental.
En 1982, estando en Austria, ingresó en la Orden de Canónigos Regulares de la Santa Cruz tomando el nombre de Atanasio. Un año después, en 1983, fue enviado a estudiar Filosofía en la Pontificia Universidad de Santo Tomás de Aquino de Roma. Pero esta estancia en Roma sólo duró un curso académico, pues en 1984 sus superiores lo destinaron a la diócesis de Anápolis (Brasil), donde continuó sus estudios filosóficos y teológicos.

## Sacerdocio
Fue ordenado sacerdote por el obispo Manuel Pestana Filho de Anápolis el 25 de marzo de 1990, y pasó varios años como sacerdote en Brasil antes de volver a Asia Central. Entre 1990 y 1991 fue destinado al monasterio de su Orden en Aparecida, donde ejerció su oficio sacerdotal en cinco parroquias rurales. En 1991, habiendo obtenido ya el título de grado (denominado Baccalaureatus en las universidades eclesiásticas) en Sagrada Teología, es enviado de nuevo a Roma para continuar sus estudios, ciudad en la que permanecerá hasta 2001. En esta década estudió en el Instituto Patrístico Augustinianum (adscrito a la Pontificia Universidad Lateranense) donde obtuvo primero el máster (denominado Licentia en las universidades eclesiásticas) y después el doctorado en Teología y Ciencias Patrísticas. Coincidiendo con su estancia en Roma fue elegido Consejero General de su Orden, cargo que ejerció durante 10 años.
En 2001 los obispos de Kazajistán solicitaron a los superiores de la Orden de Canónigos Regulares de la Santa Cruz que les enviasen a Athanasius de forma permanente. Los superiores aceptan y es enviado a Karaganda. En este lugar ejerce como director espiritual del seminario diocesano, director de estudios, profesor y párroco en algunas pequeñas comunidades de fieles. Además, fue introducido en la curia diocesana al ser nombrado canciller de la diócesis de Karaganda. En 2006 fue nombrado obispo auxiliar.  

## Ministerio episcopal

### Obispo auxiliar de Karagandá
El 8 de abril de 2006, el Santo Padre Benedicto XVI lo nombró Obispo auxiliar de la Diócesis de Karagandá, asignándole el título episcopal de Celerina. Fue consagrado obispo el 2 de junio del mismo año en San Pedro del Vaticano por el cardenal Angelo Sodano.

### Obispo auxiliar de Astaná
El 5 de febrero de 2011, el Santo Padre Benedicto XVI lo nombró Obispo auxiliar de la Arquidiócesis de María Santísima en Astaná y actualmente es el Secretario General de la Conferencia Episcopal de Kazajistán.

## Posiciones
Schneider es parte del sector de la Iglesia descrito como tradicionalista. 
Ha denunciado el peligro de que parte de los católicos no se adhieran a la fe en su totalidad, adoptando solo algunos elementos, y ha denunciado a los clérigos que no han defendido la fe por miedo a represalias, lamentando que «la mayoría de los obispos están bastante callados o temerosos en cuanto a la defensa de la fe católica». Por ello, ha animado a los sacerdotes y a los seglares a formarse adecuadamente en los rudimentos de la fe y el culto divino:

Debemos crear grupos de verdaderos católicos, académicos, familias y miembros del clero que defenderán con valentía la verdad católica, sobre todo las enseñanzas de la Iglesia sobre la familia, el orden natural, y los mandamientos de Dios

Sobre el papel del Pontífice en la Iglesia ha dicho que “el papado no es el propietario de la tradición o la liturgia, sino que debe conservarlos como un buen jardinero”.
Schneider ha realizado con cierta frecuencia viajes de carácter apostólico y formativo, pronunciando numerosas conferencias. Sin embargo, a partir de 2018 limitó sus salidas para atender a su diócesis, siguiendo las recomendaciones que la Santa Sede dirige a los pastores de la Iglesia, que deben dedicarse con mayor afán a la feligresía que se les encomienda en su envío apostólico. Desde entonces ha aumentado su presencia en conferencias online.

### Sagrada Comunión
Schneider defiende la doctrina propiamente católica de recibir la Sagrada Comunión en la boca y de rodillas, que se vio profundamente malinterpretada a raíz de la confusión doctrinal que se extendió durante los años 70, como resultado de una tergiversación y mala praxis del Concilio Vaticano II, que nunca señaló la comunión en la mano como “normativa” sino como “admisible” a causa de ciertos contextos o casuística. El Concilio Vaticano II sigue contemplando y defendiendo la comunión en la boca y de rodillas como digna y deseable muestra de amor, afecto y respeto al cuerpo y la sangre de Jesucristo. Este es el tema de su libro de 2008 Dominus Est, en el que defiende esta práctica -en vigor en la Iglesia Católica desde el siglo V- defendida arduamente por el Papa San Gregorio Magno, padre de la Iglesia. En 2009 escribió: "Ser consciente de la grandeza del misterio eucarístico implica una manera especial de distribuir y recibir el cuerpo de Cristo." 
Schneider ha sostenido firmemente las enseñanzas de la Iglesia -incluso las que hoy son más controvertidas- por no ceder a las presiones mediáticas y/o políticas. Destaca el acto de adulterio que comporta el fiel que se divorcia y se vuelve a casar fuera de la Iglesia sin nulidad matrimonial. Este acto -que es recogido en el Evangelio, en boca del mismo Jesucristo, como una falta contra Dios y el prójimo- no respeta la sacralidad del sacramento matrimonial, violando la alianza en la que libremente la persona se ha comprometido. Así, imposibilita la comunión, puesto que la persona manifiesta con dicho acto su falta de comunión con la Iglesia al no respetar ni seguir sus enseñanzas. 
En 2016, el Papa Francisco publicó la exhortación apostólica Amoris laetitia, donde trataba las múltiples casuísticas que pueden darse en los casos referentes a dicho tema, y la manera en que se ha de proceder para no faltar a la caridad, a la justicia y a la verdad. No obstante, y a pesar de no constituir ninguna falta a la doctrina magisterial ni apostólica, algunos obispos distribuyeron la comunión a personas que no se encontraban en disposición de hacerlo, hiriendo la propia unidad de la Iglesia, a sus miembros y a los “comulgantes” en primer lugar, al convertir dichas comuniones en posibles comuniones sacrílegas (es decir, aquellas que se realizan cuando la persona se encuentra en una situación de pecado grave). Adujeron lo que fue una libre interpretación de ciertos pasajes del  documento papal, lo que provocó numerosas controversias. Scnhneider se manifestó abiertamente en contra de la práctica, que es contraria a la doctrina católica, afirmando que "las enseñanzas perennes son más poderosas y ciertas que la voz y práctica discordante de admitir adúlteros en la Eucaristía”, fuese por quien fuese promovida.  El 7 de abril de 2018, Schneider, junto con los cardenales Raymond Leo Burke y Walter Brandmüller, participó en una conferencia en la que rechazaban esta práctica propuesta por los obispos alemanes.

### Caso McCarrick
El 25 de agosto de 2018, el arzobispo Carlo Maria Viganò, antiguo nuncio apostólico de los Estados Unidos, publicó una carta con una serie de advertencias a la Santa Sede sobre la conducta sexual inapropiada del cardenal Theodore McCarrick, acusando a Francisco de inacción ante las acusaciones y pidiendo su renuncia. Schneider dijo que no había ninguna causa razonable y plausible para dudar de la veracidad del contenido del documento y exigió "ser implacables y transparentes en la limpieza de la Iglesia de males", particularmente con "las redes homosexuales" en la curia que, más tarde, también el papa Francisco denunció, y que han sido protagonistas de diversos escándalos de abusos sexuales.

### Relaciones interreligiosas
Schneider se ha pronunciado en contra de la inmigración musulmana a Europa. Ha afirmado que la gran inmigración musulmana durante la década de 2010 fue orquestada por "poderosas organizaciones políticas internacionales (...) para quitarle a Europa su identidad cristiana y nacional. Está destinada a diluir el carácter cristiano y nacional de Europa". Schneider alegó que la guerra civil siria fue orquestada por potencias internacionales con el fin de provocar una crisis migratoria para descristianizar Europa, y que la inmigración masiva a Europa desde el norte de África también fue "creada artificialmente". 

### Liturgia
Schneider defiende la riqueza y diversidad propia de la Iglesia católica respecto de la liturgia, contemplando la Misa Tradicional como una forma de celebración que ha de valorarse y protegerse como parte del tesoro de la Iglesia. Siguiendo con el mandato evangélico, ha denunciado aquellos usos litúrgicos que no respetan la sacralidad de la Eucaristía, censurando cualquier  "estilo de liturgia descuidado y superficial” que se asemeje más a “un entretenimiento" que a una celebración de culto divino, señalando que la liturgia debe ser conducida con "belleza y reverencia". Schneider defiende, siguiendo a la Iglesia y al Magisterio, que "no se puede cambiar la liturgia según los gustos de la época” en sus aspectos esenciales, puesto que “la liturgia es atemporal", así como lo es el Evangelio, cuyo mensaje permanece invariable a pesar de que el modo de transmitirlo sea accesorio y susceptible de cambio para acercarse al hombre secular. Schneider ha celebrado misa en diversos ritos, manifestando las particularidades y riquezas de los mismos.  En cuanto al rito bizantino ha manifestado que su riqueza reside en que está "impregnado de respeto, reverencia, espíritu sobrenatural y adoración".
Reflejo de esa devoción y amor a la Eucaristía, que es el corazón de la Iglesia católica, Schenider  puso de manifiesto la incongruencia que supuso la prohibición de la apertura de iglesias durante la pandemia de COVID-19, mientras que otros establecimientos de diferente índole (ocio, tabacaleras, etc…) permanecieron abiertas. Afirmó que, con las medidas pertinentes de seguridad, podrían haber asistido aquellos que quisieran acudir a las mismas. Esta propuesta quedó reforzada cuando, más tarde, los estudios referidos al contagio fueron publicados, recogiendo las iglesias como lugares de bajo riesgo de contagio. En efecto, se habría podido evitar la clausura que se llevó a cabo siguiendo los procedimientos sanitarios y ofreciendo misas adicionales para limitar el número de fieles.

### Declaración de Verdades
El 10 de junio de 2019, Schneider, junto con los cardenales Burke y Jānis Pujats, así como los arzobispos kazajos Tomasz Peta de Astaná y Jan Paul Lenga, publicaron una "Declaración de Verdades" de 40 puntos que reafirman las enseñanzas tradicionales de la Iglesia. Los obispos escribieron que tal declaración era necesaria en una época de "confusión y desorientación doctrinal casi universal". Pasajes específicos de la declaración responden implícitamente a los escritos del Papa Francisco. La declaración establece que "la religión nacida de la fe en Jesucristo" es la "única religión querida positivamente por Dios", aparentemente aludiendo al Documento sobre la Fraternidad Humana firmado por el Papa Francisco, que declaró que la "diversidad de religiones" es "querida por Dios". Tras cambios recientes en el Catecismo para oponerse a la pena capital, la declaración establece que la Iglesia "no se equivocó" al enseñar que las autoridades civiles pueden "ejercer legalmente la pena capital" cuando sea "verdaderamente necesario" y para preservar el "orden justo de las sociedades." 

### Sínodo Amazónico
En septiembre de 2019, Schneider y el cardenal Burke publicaron una carta de 8 páginas denunciando errores teológicos en el documento de trabajo para el Sínodo de los Obispos para la región Panamazónica, y pidiendo que el Papa Francisco "confirme a sus hermanos en la fe mediante un rechazo inequívoco de los errores". Burke y Schneider criticaron el documento del Sínodo por su "panteísmo implícito", apoyo al clero casado, al papel más importante de las mujeres en la liturgia y a una apertura excesiva a los rituales y prácticas paganos amazónicos. Pidieron a los laicos y al clero que rezaran al menos una década del Rosario y que ayunaran semanalmente por el rechazo de tales ideas durante un período de 40 días desde el 17 de septiembre al 26 de octubre.

### Concilio Vaticano II
En una conferencia teológica en Roma en diciembre de 2010, Schneider propuso la necesidad de "un nuevo Syllabus" (recordando el Syllabus de errores de 1864), en el que la autoridad docente papal corregiría las interpretaciones erróneas de los documentos del Concilio Vaticano II.
En un artículo fechado el 31 de mayo de 2020, Schneider declaró públicamente que se había adherido a la opinión de muchos católicos tradicionales sobre el Concilio Vaticano II. Ahora cree que el Concilio introdujo declaraciones erróneas nunca antes enseñadas por el magisterio de la Iglesia. También afirma que las novedades del Concilio son directamente responsables de la crisis de fe vivida en la Iglesia católica en la segunda mitad del siglo XX y en el siglo XXI.

### Sobre algunos movimientos
En una entrevista en 2016, Schneider se ha referido al Camino Neocatecumenal como "un caballo de troya en la Iglesia (...) una comunidad judío-protestante dentro de la Iglesia sólo con una decoración católica", que manifiesta claros "errores en la doctrina y la liturgia".
En una entrevista en 2025 también se ha mostrado muy crítico con Hakuna, Effetá y otros movimientos similares por ser "una especie de drogas espirituales. Es una forma barata del cristianismo y no hay fundamentos profundos. Es un método pastoral construido sobre la arena". Esta posición crítica con Hakuna es compartida por el sacerdote y catedrático de Teología Eduardo Vadillo Romero y por el sacerdote y profesor Jaime Mercant Simó.

## Obras

### Libros
- Dominus est. Reflexiones de un obispo de Asia central sobre la Sagrada Comunión (2009).
- Christus vincit. El triunfo de Cristo sobre la oscuridad de la época (2020).
- La Misa católica. Pasos para restaurar la centralidad de Dios en la liturgia (2023).
- Credo. Compendio de la fe católica (2024).

Además, ha escrito el prefacio a una edición de 2020 de la obra La comunión en la mano. Documentos e historia de Juan Rodolfo Laise, O.F.M., obispo que fue de San Luis, Argentina. También ha escrito el prólogo de la obra Infiltración: El complot para destruir la Iglesia desde dentro (2020) de Taylor R. Marshall. También ha escrito el prólogo a la edición argentina de la obra El obsequio religioso. El asentimiento al Magisterio no definitivo de Rodrigo Menéndez Piñar.
También ha escrito el prólogo a dos obras cuyos autores ya han fallecido y han sido reeditadas por la editorial Luz de Trento: El liberalismo es pecado de Félix Sardá y Salvany, y El joven de carácter de Tihamer Tóth.